# Helicia loranthoides
Helicia loranthoides är en tvåhjärtbladig växtart som beskrevs av Presl. Helicia loranthoides ingår i släktet Helicia och familjen Proteaceae. Inga underarter finns listade i Catalogue of Life.